# Kazah Szovjet Szocialista Köztársaság
A Kazah Szovjet Szocialista Köztársaság a Szovjetunió egyik tagállama volt 1936-tól az anyaország 1991-es széthullásáig. Az Oroszországi SZSZSZK mellett a másik transzkontinentális ország volt Eurázsiában. 
Teljes területe 2 717 300 négyzetkilométer volt, Oroszország után a második legnagyobb volt az unióban. Fővárosa Alma-Ata (ma Almati) volt. Az államot az egyetlen legálisan működő párt, a Kazah Kommunista Párt irányította. Utódállama a Kazah Köztársaság.
1990. október 25-én a kazah kormány bejelentette belpolitikai szuverenitását, majd 1991. december 16-án a teljes függetlenséget. A függetlenedés után Nurszultan Abisuli Nazarbajev lett a köztársaság elnöke 2019. március 19-ei lemondásáig.
A Kazah SZSZK-t 1991. december 10-én átnevezték Kazah Köztársaságra, hat nappal később kikiáltották a függetlenséget, a szovjet tagállamok között az utolsóként. A Szovjetuniót 1991. december 25-én hivatalosan is megszüntették, Kazahsztánt pedig 1992. március 2-án felvették az ENSZ-be.

## Elnevezése
Az országot a türk eredetű kazah népről nevezték el, akik az orosz és a szovjet uralom előtt erős nomád államot vezettek Közép-Ázsiában. Az Orosz Birodalom alatt a türk népeket egységesen kirgizeknek nevezték, a kazah név csak az 1920-as években bukkan fel újra, Kazahsztán elnevezésében pedig 1925-től hivatalos.

## Története

### Létrejötte
A Kazah SZSZK jogelődje, a Kirgiz ASZSZK 1920. augusztus 26-án jött létre, az Alas Autonómia megszűnésekor, ami a kezdetektől fogva az Oroszországi SZSZSZK alá volt rendelve. 1925-ben az autonóm köztársaságot átnevezték Kazah ASZSZK-á, majd 1936. december 5-én teljes jogú szovjet köztársaság lett.
1932-33-ban a nagy kazah éhínség idején 1.5 millió ember halt éhen, amiből 1.3 millió volt kazah nemzetiségű.
1937-ben deportálták az első nagyobb népcsoportot a Szovjetunióban: az orosz Távol-Keleten élő koreaiakat Kazahsztánba szállították. Megközelítőleg 170 000 főt kényszerítettek lakhelyük elhagyására.
1931 és 1959 között a Szovjetunió területéről több mint egymillió politikai elítéltet internáltak a karagandai munkatáborba. A halottak száma ismeretlen.
Az 1950-es és 60-as években rengeteg szovjet (főleg orosz) állampolgár telepedett le a még műveletlen, északi területeken. Ezeken a helyeken az oroszok kisebbségi státuszba szorították az addig nomád életformát folytató kazahokat. Ennek eredményeképpen a kazah nyelv használata csökkent, de a függetlenség óta megkezdődött a nyelvi megújulás. A kisebbségek (az oroszokat leszámítva) 1991-ben a teljes népesség csupán 8%-át tették ki. Többségük, mint a németek, fehéroroszok, zsidók, ukránok vagy a koreaiak azóta elhagyták az országot, helyükre a szovjet utódállamokból érkeztek új lakosok.

### Megszűnése
1986-ban Mihail Gorbacsov elbocsájtotta a Kazah Kommunista Párt első titkárát, Konyajevet, helyébe az orosz származású Gennagyij Kolbint nevezte ki. December 16-19 között országszerte zavargások törtek ki, amit a KGB a Vörös Hadsereggel együtt vert le. Almatiban, a Brezsnyev téren tüntetők közé szovjet fegyveresek lőttek, a halottak száma megközelítette a 200 főt. A tüntetésen részt vett egyetemi hallgatókat indok nélkül elbocsájtották az egyetemekről.
1990. március 25-én tartották Kazahsztán első választását, ahol Nurszultan Nazarbajevet választották meg az első elnöknek. október 25-én bejelentették a köztársaság belpolitikai szuverenitását. 1991-ben népszavazást tartottak a Szovjetunió fennmaradásról, ahol a részt vettek 94,1%-a támogatta az uniót, de egy más típusú formában. Az eredményes népszavazás törvénybe iktatását a moszkvai puccs akadályozta meg. 
Ezeknek az eseményeknek a hatására a Kazah SZSZK nevéből eltávolították a "szovjet szocialista" jelzőt, 1991. december 10-től az ország hivatalos elnevezése Kazah Köztársaság. Függetlenségét december 16-án (az almati tüntetés ötödik évfordulóján) kiáltották ki, utolsóként a szovjet tagállamok közül. December 21-én tartották Almatiban a Szovjetunió megszűnését kezdeményező gyűlést. December 25-én, Gorbacsov lemondásával hivatalosan is megszűnt a Szovjetunió, helyette (a balti államok kivételével) létrejött a Független Államok Közössége. Ugyanekkor Kazahsztánt is elismerték, mint független államot.
1993. január 28-án kiadták Kazahsztán új alkotmányát.

## Népessége

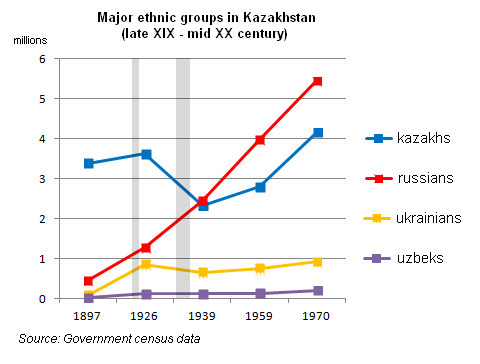
Kazahsztán négy fő etnikai csoportjának létszámbeli változása 1970-ig (kazahok-kék, oroszok-vörös, ukránok-sárga, üzbégek-lila).

A mai Kazahsztán területén 1897-ben tartották az első, részleges népszámlálást. A teljes népesség 81,7%-a (3 392 751 fő) kazah, 10,95%-a (454 402 fő) orosz, 1,91%-a (79 573 fő ) ukrán, 1,34%-a (55 984 fő) tatár ( illetve ugyanennyi ujgur), 0,7%-a (29 564 fő) üzbég, 0,28%-a (11 911 fő) mordvin, 0,11%-a 4888 fő) dagesztáni nemzetiségűnek vallotta magát. 1500-3000 fő közötti etnikummal rendelkeztek még a türkmének, a németek, a baskírok, a zsidók és a lengyelek. 
| Nemzetiség | 1926   | 1939  | 1959  | 1970  | 1979  | 1989  |
| ---------- | ------ | ----- | ----- | ----- | ----- | ----- |
| Kazah      | 58,5%  | 37,8% | 30%   | 32,6% | 36%   | 40,1% |
| Orosz      | 18%    | 40,2% | 42,7% | 42,4% | 40,8% | 37,4% |
| Ukrán      | 13,88% | 10,7% | 8,2%  | 7,2%  | 6,1%  | 5,4%  |
| Belarusz   | 0,51%  | 1,2%  | 1,5%  | 1,2%  | 1,1%  | 0,8%  |
| Német      | 0,82%  | 1,5%  | 7,1%  | 6,6%  | 6,1%  | 5,8%  |
| Tatár      | 1,29%  | 1,76% | 2,1%  | 2,2%  | 2,1%  | 2%    |
| Üzbég      | 2,09%  | 1,96% | 1,5%  | 1,7%  | 1,8%  | 2%    |
| Ujgur      | 1,01%  | 0,58% | 0,6%  | 0,9%  | 1%    | 1,1%  |
| Koreai     | 0,8%   | 0,6%  | 0,6%  | 0,6%  |       |       |

Kazahsztán etnikai összetétele százalékos megoszlással.

### Éhínségek
Kazahsztán etnikai összetételének egyik legfontosabb változása az 1920-as és az 1930-as évek  éhínségei voltak. Különböző becslések szerint csak az 1930-as évek éhínségében, a kazahok 40%-a halt éhen. A hivatalos kormányzati népszámlálás adatai szerint a kazah népesség 1926-ban 3,6 millióról, 1939-re 2,3 millióra csökkent.

## Gazdaság
A második világháború után Kazahsztánban is megindult az ipari fellendülés, nagyvárosok és gyárak épültek ki a fontos természeti erőforrás-lelőhelyek körül.
A szemijpalatinszki nukleáris tesztüzem és a bajkonuri űrrepülőtér is a Kazah SZSZK területén épült ki.
1953-ban kezdődött meg a szűz földek bevonása a mezőgazdasági termelésbe. A mezőgazdaság erőltetett fejlesztését Hruscsov rendelte el, amivel a még nomád életformát követő kazahokat is a városokba száműzték. A várt terméshozam azonban elmaradt, a programot az 1960-as években felszámolták.

## Külső hivatkozások
- Kazakhstan: Seven Year Plan for Prosperity by Dinmukhamed Konayev, a 1958 Soviet propaganda booklet